# 白唇杓兰
白唇杓兰（学名：Cypripedium cordigerum）为兰科杓兰属下的一个种。

## 扩展阅读
- 维基共享资源上的相關多媒體資源：白唇杓兰
- 維基物種上的相關：白唇杓兰